# Virologie médicale
La virologie médicale est une branche de la médecine (plus particulièrement de la biologie médicale) qui consiste à isoler et/ou caractériser le ou les virus responsables de certaines pathologies chez l'homme par diverses techniques directes ou indirectes (cultures cellulaires, sérologies, biochimie, biologie moléculaire…).
Elle consiste également à vérifier l'absence de résistance des virus aux traitements antiviraux par des techniques de séquençage du génome viral afin d'adapter au mieux la thérapeutique antivirale.

## Exemples de virus impliqués en pathologie humaine
- VIH
- Herpesvirus (Herpes simplex virus, CMV, Virus d'Epstein-Barr, Virus varicelle-zona, etc.)
- Virus des hépatites (HAV, HBV, HCV…)
- Virus de la rougeole, de la rubéole, des oreillons
- Virus de la grippe
- Coronavirus (voir notamment l'article Pandémie de Covid-19)
- Etc.

## Exemples de traitements antiviraux
- Thérapeutiques antirétrovirales :
  - Inhibiteurs de protéase
  - Inhibiteurs nucléosidiques
  - Inhibiteurs nucléotidiques
  - Inhibiteurs non nucléosidiques
  - Inhibiteurs de fusion
  - Inhibiteurs de l'intégrase
- Traitement de la grippe :
  - Amantadine
- Traitement de l'hépatite C :
  - Ribavirine